# Kirillo-Beloserski-Kloster

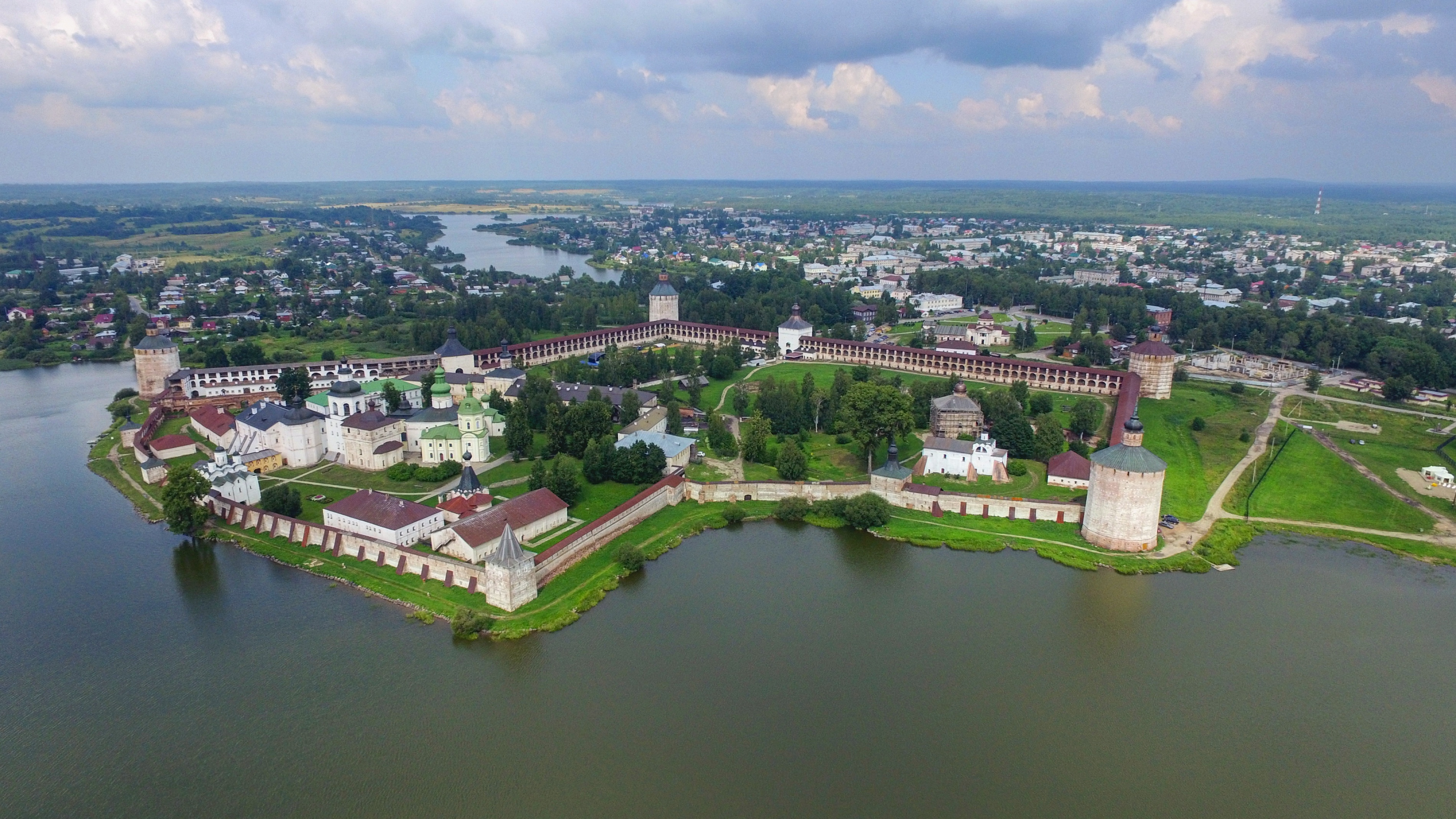
Kirillo-Beloserski-Kloster am Siwerskoje-See

Das Kirillo-Beloserski-Kloster ist ein historisch bedeutsames russisch-orthodoxes Kloster im nordrussischen Oblast Wologda und eine der größten russischen Klosterfestungen. Es wurde 1397 in nahe dem Dörfchen Gorizy war eines der wichtigsten religiösen Zentren des Großfürstentums Moskau und seiner Nachfolgestaaten. Um das Kloster herunter entstand mit der Zeit die Stadt Kirillow.

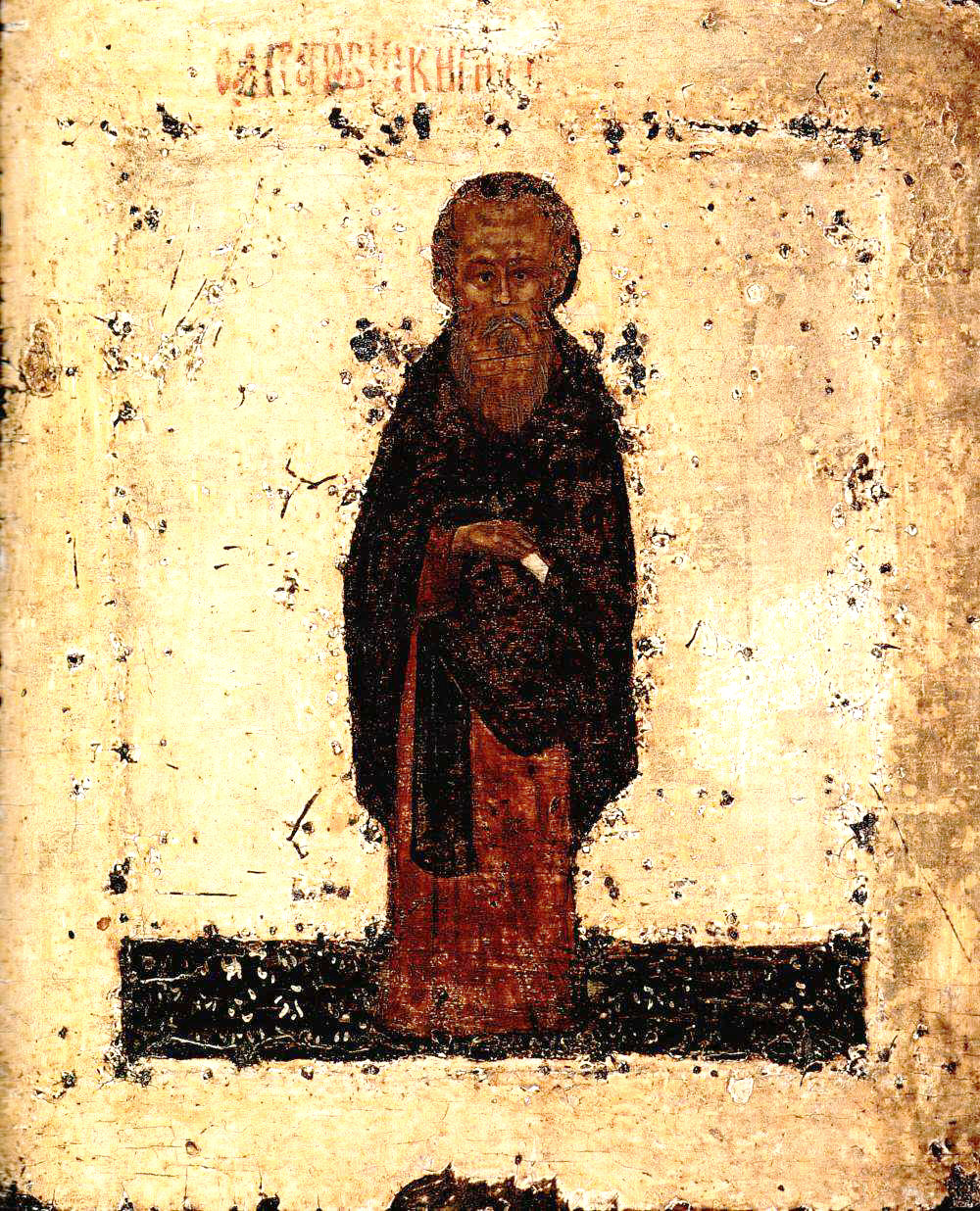
Kirill Beloserski auf einer Ikone in der Moskauer Tretjakow-Galerie

## Geschichte des Klosters
Als Gründer des Klosters gilt der Mönch Kirill, der auf dem nahegelegenen Berg Maura gestanden und ein göttliches Zeichen erhalten haben soll, wo er ein Kloster zu bauen hätte. Der Berg wird bis in unsere Zeit als heiliger Ort verehrt. Kirill nannte sich fortan auch Kirill (Kyrill) Beloserski, abgeleitet von Weißen See, nach dem die umliegende Landschaft und das damalige Fürstentum Belosersk benannt war. Das von ihm gegründete Kloster liegt allerdings am kleineren Siwerskoje-See.
Zunächst bestand das „Auferstehungskloster“ nur aus einer hölzernen Kapelle und einem Blockhaus für die Mönche. Durch die familiären Bindungen des Gründers zum russischen Adel und die strategisch wichtige Lage gewann das Kloster an Reichtum. In der Folge wurde es zu einem der bedeutendsten politischen und religiösen Zentren des Russischen Reiches. Das Kloster unterhielt enge Beziehungen mit Griechenland. Das Kloster beherbergte zahlreiche Literaten und Schreibgehilfen. Hier lebte als Mönch auch der Starez Nil von Sora. Unter Iwan dem Schrecklichen, der sogar eine eigene Mönchszelle im Kloster besaß, gehörte dem Kloster der zweitgrößte Landbesitz in Russland. Aus den Mönchen dieses Klosters gingen in dieser Periode zahlreiche Kirchenväter wie Simeon Bekbulatowisch, Patriarch Nikon und andere hervor.
Mehrmals belagerten fremde Truppen das Kloster, das jedoch nicht erobert werden konnte (z. B. 1612/1613 durch polnisch-litauische Truppen). Bis zum Ende des 17. Jahrhunderts wurde die Anlage kontinuierlich vergrößert, es entstanden aus Mauersteinen mehrere Kirchen, Kapellen, ein Gefängnis, ein Wohnbereich und eine Wehrmauer (Kreml).
1722 gehörte auch Peter I. zu den Pilgern, die dieses Kloster besuchten. Hier machte er Bekanntschaft mit den Baumeistern, aber vor allem mit den Ikonenmalern. Die besten Handwerker beorderte er schließlich nach Sankt Petersburg, damit sie am Ausbau „seiner“ Stadt mitarbeiten sollten.
1924 wurde das Kloster in ein Museum umgewandelt und die Bibliotheksbestände nach Moskau und St. Petersburg transferiert. Die Ikonen wurden mit denen anderer Klöster zusammengelegt und im ehemaligen Refektorium in einer beeindruckenden Sammlung der Öffentlichkeit zugängig gemacht.
Seit 1998 wird das Kloster wieder von Mönchen bewohnt und schrittweise renoviert.
Heute gehören zu dem Komplex zwölf Kirchen, eine Kapelle, die Kremlmauer mit zehn Türmen, eine Küche, das Refektorium, Archimandriten-, Priester- und Mönchsgebäude, zwei Krankenhäuser, ein Kesselhaus und eine Windmühle.

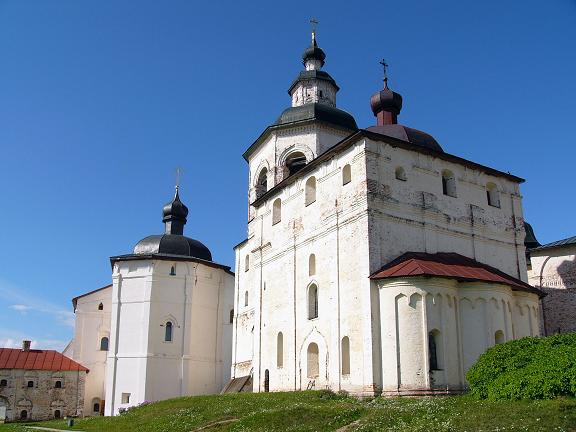
Erzengel-Gabriel-Kirche

## Teile des Architekturensembles der Klosteranlage

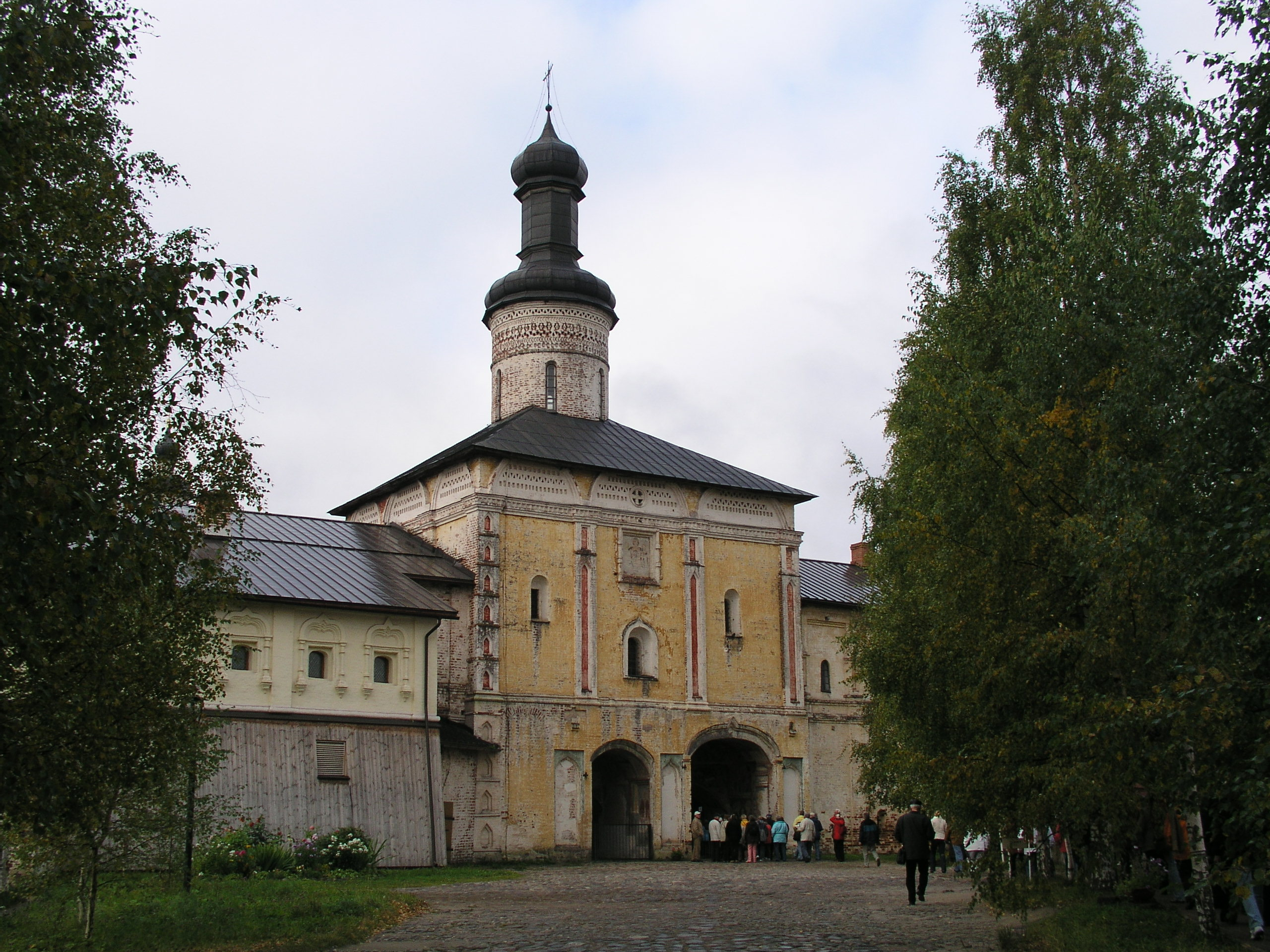
„Heiliges Tor“ mit Torkirche

### Kirchen
- Auferstehungskathedrale (Успенский собор) (1497–1498) mit den Kirchen „Wladimir“ (1554), „St. Kirill“ (1780) und „Epiphania“ (1645) (церкви Владимира, Кирилла и Епифания)
- Ephraim-Kirche (Церковь Евфимия)
- Gewandlegungskirche (Церковь Ризоположения), versetzt aus dem Dorf Borodawa
- Kirche des heiligen Sergei (Церковь Сергия Радонежского) (1560–1594)
- Kirche Johannes des Täufers (Церковь Иоанна Предтечи) (1531–1534)
- Heiliges Tor mit der Johannes-Klimakos-Kirche (Святые ворота с церковью Иоанна Лествичника) (1523/1572)
- Glockenturm und Erzengel-Gabriel-Kirche (Колокольня и церковь Архангела Гавриила) (1531–1534)
- Wassertor mit der Verklärungskirche (Водяные ворота с церковью Преображения) (1595)

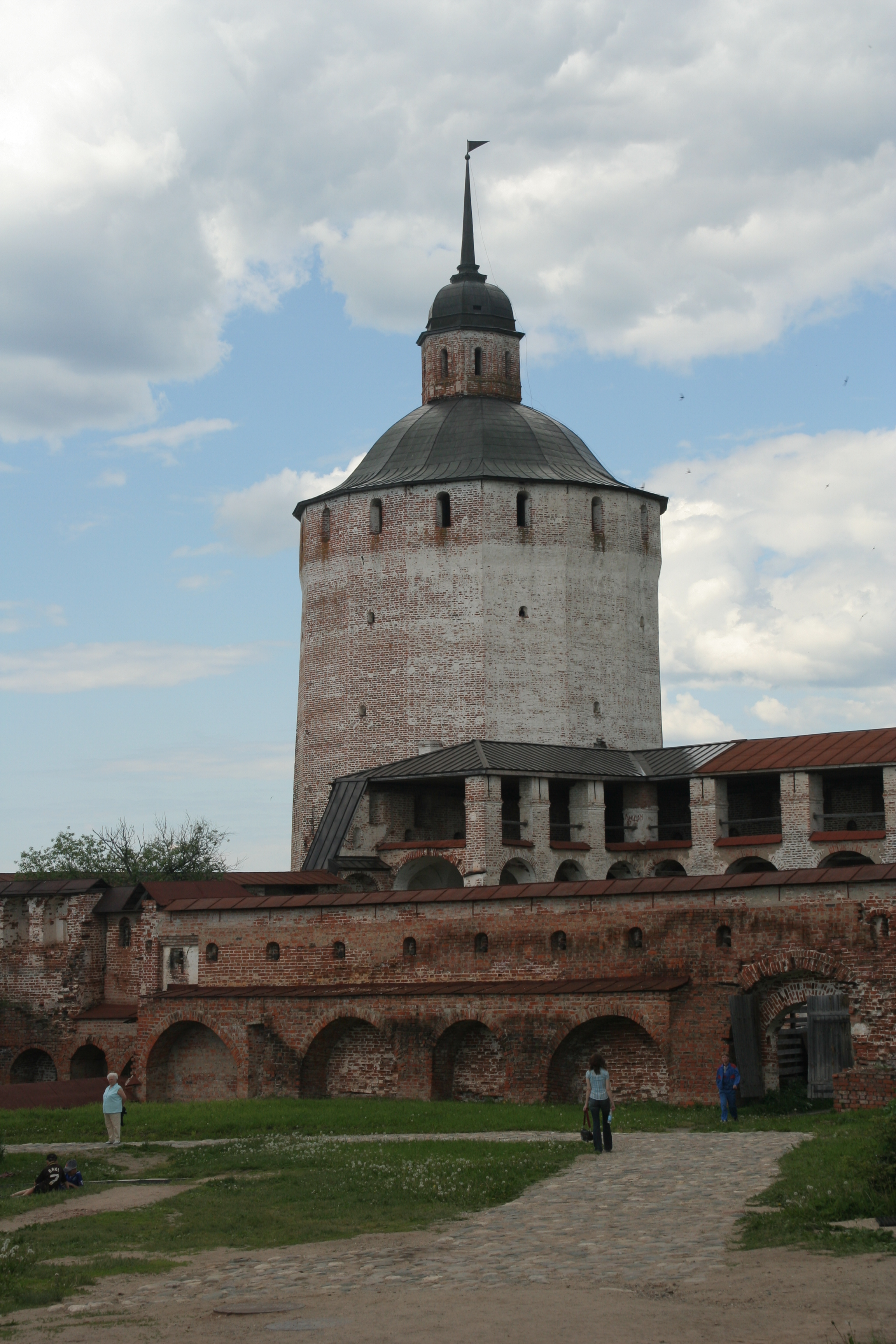
Der „Beloserski“-Wehrturm des Klosters

- Euthymios-Kirche (1653)

### Türme und Tore
- Kasaner Turm mit Eingangstor (Казанская башня с въездными воротами; 17. Jh.)
- Wologdaer Turm (Вологодская башня; 17. Jh.)
- Kusnetschni-Turm (Кузнечная башня; 17. Jh.)
- Switotschni-Turm (Свиточная башня; 16. Jh.)
- Brotturm (Хлебная башня; 17. Jh.)
- Blindenturm (Глухая башня)
- Kochturm (Поваренная башня; 18. Jh.)
- Granowitaja Turm (16. Jh.)
- Beloserski-Turm (Белозёрская башня; 17. Jh.)
- Merescheni-Turm (Малая Мереженная башня; 16. Jh.)
- Kesselhaus-Turm (16. Jh.)
- Schiefer Turm (Косая башня; 17. Jh.)
- Therapontos-Turm (Феропонтовская башня, auch Moskauer Turm; 17. Jh.)

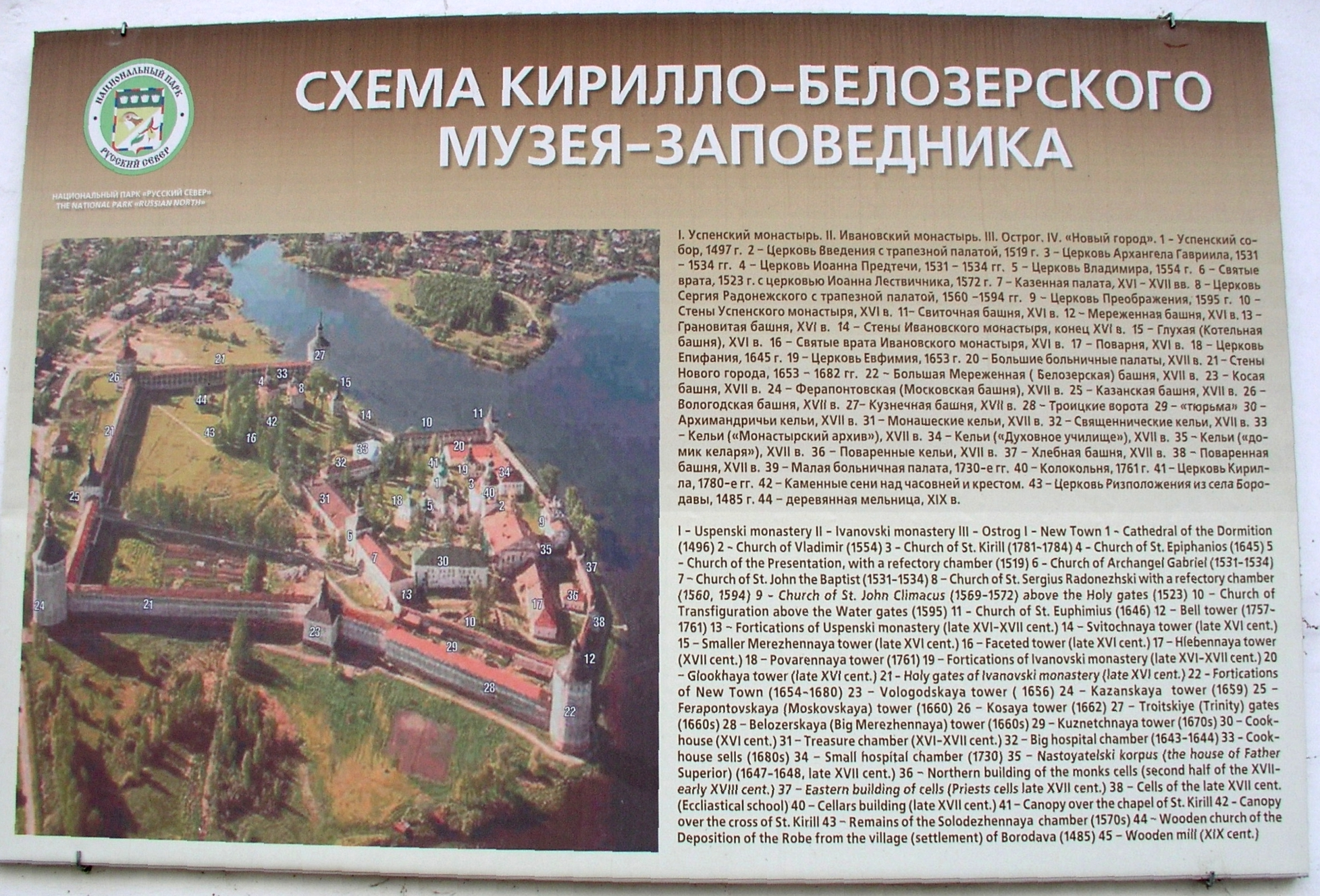
Gesamtansicht der Museums-Klosteranlage

- Dreifaltigkeits-Tor

### Sonstige Gebäude
- Schatzkammer
- Seminarium
- Festungsmauern der „alten Stadt“ (16. Jh.) und der „neuen Stadt“ (1653–1682)
- Gefängnisareal
- Krankenhaus-Gebäude (Ende 16. bis Beginn 17. Jh.)
- hölzerne Windmühle (19. Jh.)